# Tindaria
Tindaria is een uitgestorven geslacht van tweekleppigen uit de  familie van de Tindariidae.

## Soorten
- Tindaria aeolata (Dall, 1890)
- Tindaria agathida (Dall, 1890)
- Tindaria amabilis (Dall, 1889)
- Tindaria antarctica Thiele & Jaeckel, 1931
- Tindaria arata Bellardi, 1875 †
- Tindaria bengalensis Knudsen, 1970
- Tindaria callistiformis Verrill & Bush, 1897
- Tindaria compressa Dall, 1908
- Tindaria concentrica (Thiele, 1912)
- Tindaria cytherea (Dall, 1881)
- Tindaria derjugini Gorbunov, 1946
- Tindaria hessleri Sanders & Allen, 1977
- Tindaria jinxingae Xu, 1990
- Tindaria kennerlyi (Dall, 1897)
- Tindaria lata Verrill & Bush, 1898
- Tindaria martiniana Dall, 1916
- Tindaria miniscula Sanders & Allen, 1977
- Tindaria murrayi (Knudsen, 1967)
- Tindaria nuculiformis Thiele & Jaeckel, 1931
- Tindaria perrieri (Dautzenberg & H. Fischer, 1897)
- Tindaria salaria Dall, 1908
- Tindaria sericea (Jeffreys, 1876)
- Tindaria siberutensis Thiele & Jaeckel, 1931
- Tindaria smithii (Dall, 1886)
- Tindaria soyoae Habe, 1953
- Tindaria striata (King, 1831)
- Tindaria sundaensis Knudsen, 1970
- Tindaria virens (Dall, 1890)
- Tindaria weberi (Prashad, 1932)